# Французский устав
Французский устав, или Современный устав, или Современный французский устав (фр. Rite français, ou Rite Moderne, ou Rite Moderne Français) был сформирован и кодифицирован в 1786 году во Франции. Напрямую происходит от изначальных обычаев масонства, он включает в себя старинные ритуальные традиции спекулятивного масонства. Устав был разделён на 7 градусов в Великом востоке Франции. Этот масонский устав практикуется в различных вариантах в нескольких французских послушаниях, в Европе и Латинской Америке.

## История
Французский устав сформировался во Франции к 1786 году и он тесно связан с французским масонством. В начале XVIII века, британские франкмасоны, проживающие во Франции, приносят туда «Ритуал Современных», который впоследствии был переведён на французский язык и, со временем, превратился во Французский устав.

### Систематизация

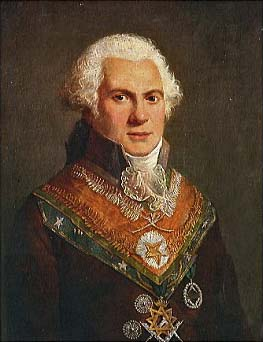
Александр Луи Ротье де Монтало.

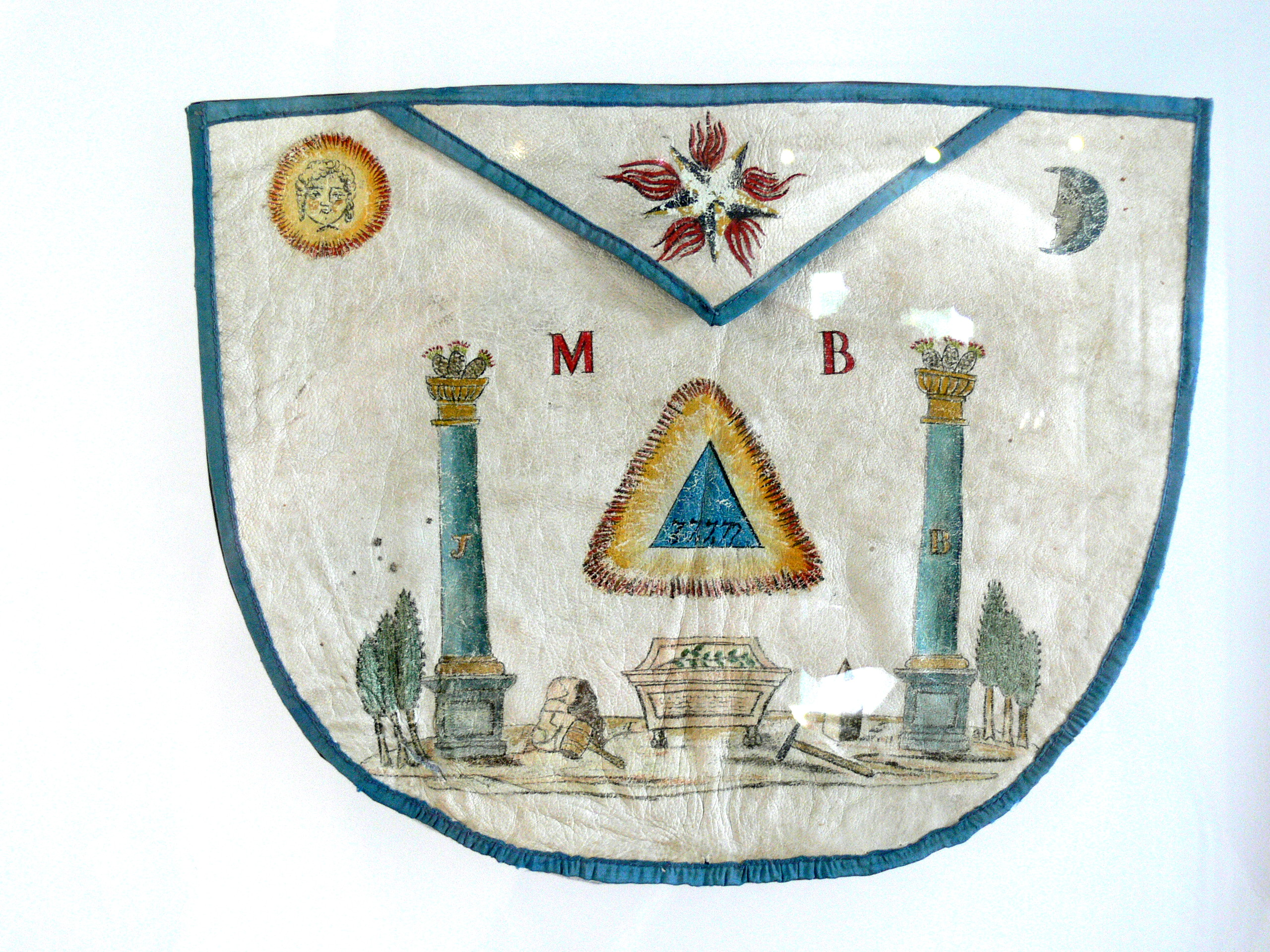
Раритетный запон Французского устава

Для того, чтобы придать французскому масонству национальный аспект, Великий восток Франции провёл в стране стандартизацию масонских уставов (которые к тому моменту стали называться Французскими, из-за распространенности именно в этой стране). В 1783 году, палата градусов, созданная в январе 1782 года, под влиянием Александра Ротье де Монтало, доводит до конца работу, начатую десять лет назад. Градусы были окончательно утверждены во время 149 пленарной ассамблеи Великого востока Франции, 15 и 19 июля и 12 августа 1785 года. Адаптированные тексты следовали самым древним из известных масонских текстов и французским ритуалам 1740—1750-х годов. Работа палаты градусов была сосредоточена на их редактуре и соответствующих изменениях действующего ритуала: «Великий восток наконец принялся за редакцию текста посвящения […] Он считает своим долгом возвратить масонству его древние обычаи, которые некоторые новаторы пожелали заменить, и вернуть сии первые и важнейшие посвящения в их древней и достопочтенной чистоте».
Также, палата градусов, в феврале 1784 года, создала «Верховный генеральный капитул Франции», который объединил и систематизировал «Ордена мудрости», согласно тем же принципам, что и символические градусы. Интеграция Верховного генерального капитула и Орденов мудрости в систему степеней Великого востока состоялась 17 февраля 1786 года, став логическим продолжением системы первых трёх градусов «голубой ложи»: ученик, подмастерье и мастер. Первые два градуса были основаны на символическом подходе, градус мастера образовывал связь с философскими градусами, организованными в систему орденов.
В 1801 году устав был издан одним беспринципным издателем, под названием «Управитель масона» и «Управитель рыцарей масонов». Это было факсимиле официальных тетрадей ВВФ, которые передавались исключительно ложам этого послушания, отправивших письменные прошения об этом и оплативших его.
Тем не менее, начиная с этой даты, тексты, изданные в «Управителе масона», считаются официальным уставом Великого востока Франции. Наблюдая за историей изменения устава, можно проследить политическую, социальную и религиозную историю Франции. Именно в этот период он получает название «Французский устав», чтобы отделить его от других уставов, особенно от активно развивающегося с 1804 года Древнего и принятого шотландского устава.
Наравне с уже упомянутыми суб-уставами, существует также «Французский устав 1801 года».

### В XIX веке

#### Идеологическая эволюция
Выйдя из печати, в период после французской революции, «Управитель масон», разработанный Великим востоком Франции, служил основой и эталоном для лож времен Первой империи. В первой половине XIX века Николя Шарль де Этан, «герой Бастилии», разработал вариации ритуалов с деистическими и даже восточными влияниями. Эти ритуалы были напечатаны в 1825 году и переизданы в 1848 году, и они оказали влияние на многие ложи. Несмотря на то, что они сохраняли традиционную структуру Французского устава, эти ритуалы придали ему деистический характер, стремившийся создать образ универсальной религии, в которой этическое поведение и размышления преобладают над верой. Также важны ритуалы и работы Жана-Мари Рагона, который занимался исследованием естественной, универсальной и моральной религии. Наконец, именно в этот период в ложах начинает использоваться формула «Свобода, равенство, братство».

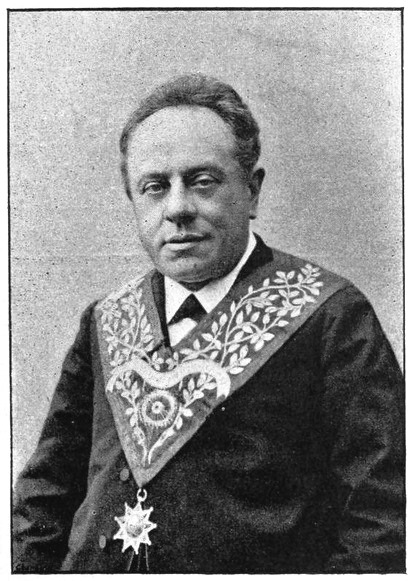
Луи Эмабль

В 1858 году ложам был предписан «Французский устав Мюрата», который обозначил возвращение к основам Конституций Андерсона без серьёзных изменений в уставе. Тексты не сильно отличались от представленных в «Управителе масона». Эта реформа устава, в основном, является данью «авторитарной» эпохе Второй империи, пытавшейся ввести строгие идеологические рамки для контроля организации, которой власть не доверяла, за которой стремилась наблюдать и использовать в качестве рычага влияния.
Из-за конфликта, связанного с отменой инвокации Великого Архитектора Вселенной и расколом 1877 года, Великий восток Франции принял принцип «абсолютной свободы совести». Он был конкретизирован в 1879 году, когда из Французского устава были удалены религиозные коннотации, в особенности те, которые определяли долг человека перед Богом. Упоминания Великого Архитектора Вселенной осталось в тех ложах, которые этого пожелали, но было убрано из рекомендуемых ритуалов. Комиссия, возглавляемая Луи Эмаблем, адвокатом и советником ордена, в 1886 году утвердила окончательную адогматическую форму устава, придав ему оттенок позитивизма. Под тем предлогом, что символизм должен быть «трезвым, понятным и абсолютно нейтральным», были отброшены некоторые важные особенности Французского устава. Наполнив его новым моральным и светским содержанием, комиссия, опиравшаяся на резолюцию 1877 года, удалила из устава всё, связанное с телесностью или эмоциональностью, предпочтя этому доктрину рационализма. После этого, устав стал называться Французским уставом «Эмабль».

#### Преобразование Орденов мудрости

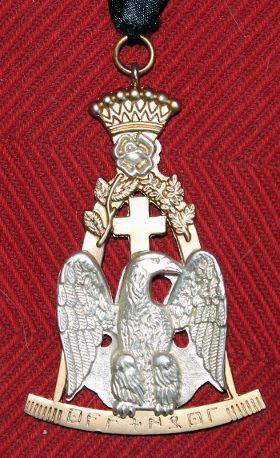
Аверс украшения IV Ордена Современного французского устава

В конце XVIII века, в результате систематизации 1783—1786 годов, появились Ордена мудрости, которые следовали за градусом мастера и практиковались в ложах Великого востока Франции. Древний и принятый шотландский устав и его лестница «дополнительных градусов», пришедшая из Америки в начале XIX века (1804 год) и состоящая из 33 степеней, вскоре была интегрирована в Великий восток Франции и постепенно начала вытеснять Французский устав в области дополнительных градусов. В результате этого, в 1862 году работа Орденов мудрости в их оригинальном виде была приостановлена.
Этот процесс прошёл без конфликтов, поскольку шотландские градусы включили в себя четыре ордена Французского устава. Пятый орден Французского устава не сумел найти своё место в системе градусов, тем более, что 32 и 33 градусы Шотландского устава, «белые градусы», воспринимаемые как «последние», стали исключительно уважаемыми из-за того, что, начиная с 1805 года, в них были возведены некоторые имперские должностные лица. Тогда капитулы Французского устава стали ходатайствовать о слиянии уставов, чтобы они также смогли работать в высших градусах ДПШУ. До этого времени капитулы работали только в трёх первых орденах, соответствующих 9, 14 и 15 градусам ДПШУ. Затем они начали развивать IV орден, который соответствовал 18 степени ДПШУ, за которым следовали V, VI и VII ордена, соответствующие 30, 32 и 33 степени, как последние градусы этого «новой» системы из семи степеней.
В 1858 году «Ритуал Мюрат» повлиял на эту ситуацию, не менявшуюся на протяжении 20 или 30 лет. Ритуальные тексты были изменены и теперь за тремя градусами символической ложи следовали «новые» высшие градусы. Тем самым было завершено преобразование Орденов мудрости Французского устава, при этом ситуация была представлена не как изменение устава, а как присоединение к нему новых дополнительных степеней.

### В XX веке

#### Реформа

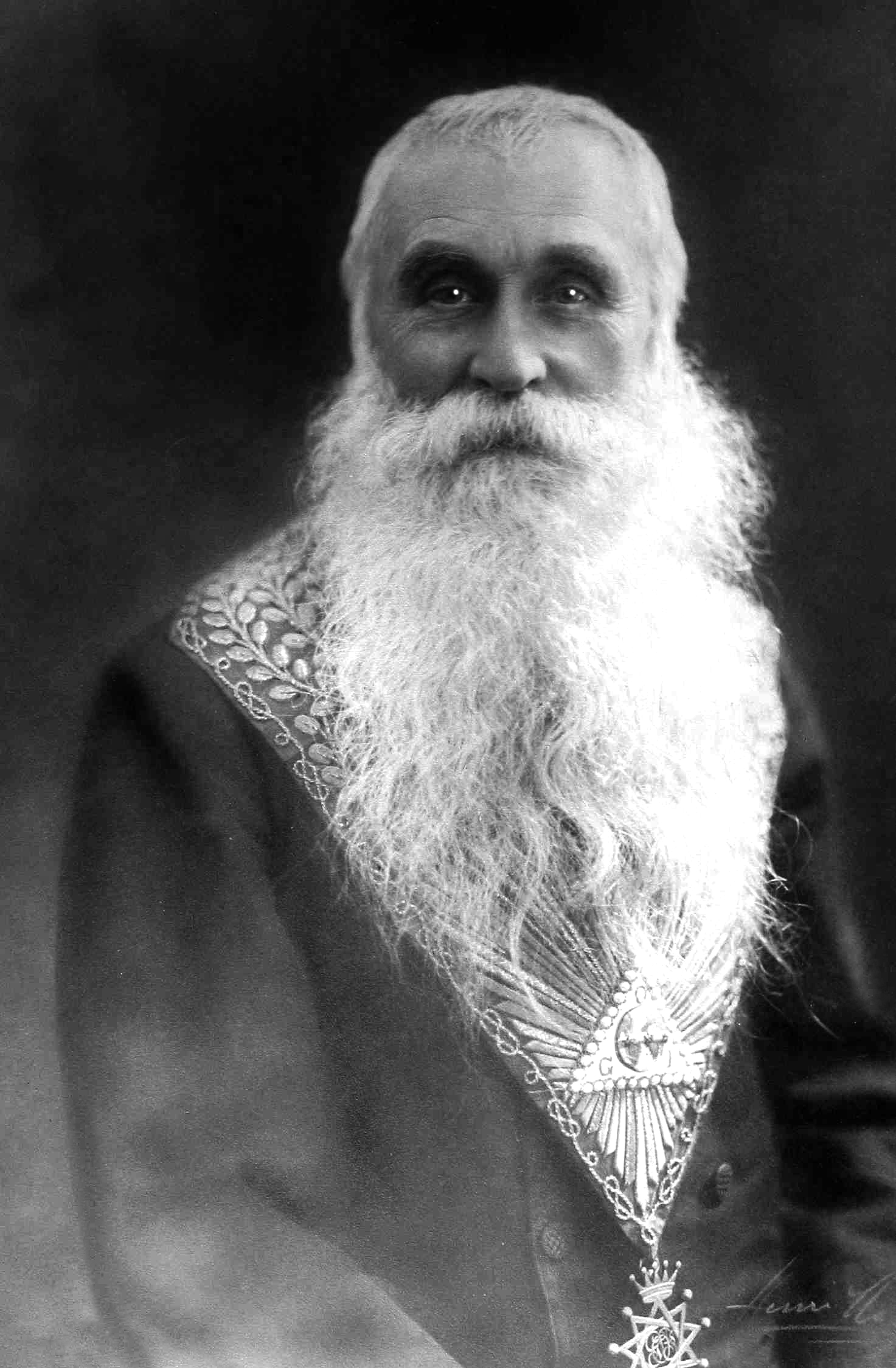
Артур Грусье

Во Французском уставе проводилось несколько попыток исправления, в частности, в 1907 и 1922 годах. В 1907 году, под влиянием доктора Антуана Блатена, в ритуале был сделан акцент на позитивизм. В это же время, по его инициативе, были введены ритуалы выборов и инсталляции коллегии офицеров, освящения храмов и создания лож, церемонии адопции (усыновления) и признания (масонской свадьбы), белые собрания и поминальные работы.
В 1922 году, под началом брата Жерара, была выпущена новая версия Французского устава. Из этой версии исчезли все упоминания классического масонского символизма. Желание сделать ритуал более рационалистическим привело к тому, что последние традиционные формулы и остатки театральности исчезли из него. В таком виде Французский устав просуществовал до 1938 года. Однако, при Артуре Грусье, великом мастере Великого востока Франции, прошла новая реформа устава. Грусье стал вдохновителем изменения курса, он стремился произвести возрождение Французского устава после всех тех дополнений и исключений, которые сделали его трудным для восприятия. После стремления к его упрощению, начавшегося с 1880-х годов, впервые внимание было обращено на древние масонские первоисточники. В 1925 году совет ордена принял решение о полной переработке ритуалов.
В сентябре 1931 года брат Арман Бедаррид представил доклад, который начинался с сурового заявления: наши ритуалы дефектны и недостаточно инициатичны, а затем предлагал вернуться к чистым традициям, выраженным на современном языке. Его доклады 1932 и 1933 годов, посвященные градусам подмастерья и мастера, также призывают вернуть Французскому уставу символический и инициатический характер. Артур Грусье разделял эти убеждения и принял во внимание большинство замечаний, сделанных в докладах. Под его началом, устав претерпевал изменения в течение семи лет, и в апреле 1938 года совет ордена принял новые ритуалы трёх первых градусов Французского устава. Эта реформа знаменовала собой возвращение символизма в главный ритуал Великого востока Франции.
Из-за войны, начавшейся в 1939 году, очень малое количество лож имели возможность привыкнуть к новому ритуалу, который, после «Управителя масона», был вторым важнейшим этапом в истории Французского устава. После переиздания в 1946 году, окончательная версия Французского устава, также известного под названием «Грусье», подверглась некоторым изменениям в 1955 году, под началом Поля Шевалье. Эта версия по сей день широко распространена в ложах Великого востока Франции и известна, как «Французский устав Грусье».

#### Обновление орденов Французского устава

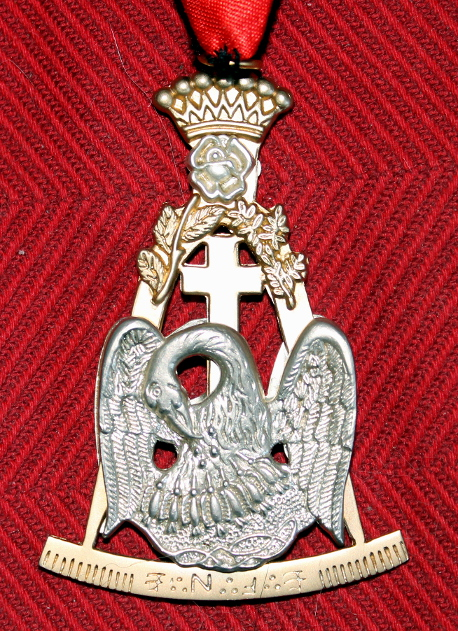
Реверс украшения IV ордена Французского устава

В 1960-70-х годах несколько масонов, включая Рене Гюилли, поставивших себе цель найти корни устава, предпринимают новую попытку возродить его инициатический и символический характер, желая практиковать свои ритуалы без каких-либо внутренних добавлений или внешних влияний. Работа в орденах Французского устава, в том виде, в каком они существовали изначально, не велась во Франции с 1862 года. 30 ноября 1963 года эти масоны возродили ордена в изначальном виде. Рене Гюилли и двенадцать других масонов создали в городе Нёйи-сюр-Сен капитул «Жан-Теофил Дезагюлье», получив права на работу в этих орденах от голландского капитула «Роза» (De Roos). Также, Рене Гюилли стоял у истоков создания капитула Традиционного французского устава, который до сих пор (2016 год) существует под сенью Национальной ложи Франции.
В 1970 году Рожер д’Алмерас, сменивший Рене Гюилли на посту главы капитула «Жан-Теофил Дезагюлье», учредил межюрисдикционный капитул «Цепь единства», который в 1977 году инсталлировал в Лилле «Великий наставительный капитул Великой французской земли», с целью работ в четырех орденах французского устава. В 1979 году, под влиянием нескольких масонов, посвящённых в четыре ордена французского устава (в том числе Жана Абеля, Раймона Букарла, Рене Каламана и Рене Бьянко), учреждается «Великий капитул Прованса», который 22 октября 1986 года, одновременно с собственным роспуском, инсталлирует капитул «Лу Кален». Стремясь реинтегрироваться в ВВФ, капитул «Лу Кален» и десять других капитулов, учреждённых вслед за ним, подписывают прошение об интеграции в «Великую коллегию ритуалов», обязуясь в будущем включать в себя только ложи ВВФ. 25 марта 1995 года, в Лионе, эти капитулы принимают участие в учреждении «Великого генерального капитула Французского устава» в рамках «Великой коллегии уставов Великого востока Франции», тем самым начав обновление трёх градусов и четырёх орденов Французского устава в рамках ВВФ. 17 мая 1999 года состоялось переучреждение независимой юрисдикции Великим востоком Франции, а 3 сентября 1999 года пленарное заседание ВВФ направило в Великий генеральный капитул свою делегацию для самостоятельного управления капитулами Французского устава, и он был назван «Великим генеральным капитулом ВВФ — Французского устава». 24 сентября 1999 года были официально возобновлены работы пятого ордена, хотя в нём не работали ни в восемнадцатом, ни в девятнадцатом веках, а также он не входил в изначальную последовательность орденов.
15 января 1994 года, в Кань-сюр-Мер, другие капитулы, пожелавшие остаться независимыми от какого-либо послушания, возрождают «Великий генеральный капитул Франции», взяв название образца 1784 года.

#### В регулярном масонстве
Исследования других масонов привели их в Бразилию и в 1989 году Верховный совет современного устава для Бразилии окончательно одобрил выдачу патента для основания Французского великого капитула. Это событие стало возрождением «Восстановленного французского устава» после его 150-летнего отсутствия, под названием «Традиционный французский устав». Он был очищен от различных поздних или внешних дополнений, изменений и влияний. Это делает его уставом, наиболее приближённым к тем, которые практиковались во Франции во второй половине XVIII века. По словам Рожера Жирара, специфика Французского устава состоит именно в том, чего нет ни в одном другом уставе.

## Градусы
Французский устав делится на семь градусов или степеней:
В голубой ложе:
1. Ученик
2. Компаньон (Подмастерье)
3. Мастер

Четыре ордена:
- Первый орден: Тайный избранник
- Второй орден: Великий шотландский избранник
- Третий орден: Рыцарь востока
- Четвёртый орден: Суверенный князь розы и креста, Совершенный вольный каменщик, Великий командор храма

Пятый орден существовал с первых лет появления устава и впервые упоминается в первой версии его уложений, в 1801 году. Он практикуется в Великом востоке Франции, Великой национальной ложе Франции и в Великой женской ложе Франции. Его основной ритуал (из 80 ритуалов, которые должны изучить масоны этого ордена) очень близок к 28-му градусу Древнего и принятого шотландского устава, соответствующего градусу «Рыцаря Солнца». Он отличается от предшествующих орденов своих вне-градусным, административным и консервативным характером. Эти характеристики ордена уточнены в первых статутах и генеральных регламентах Великого генерального капитула (1784 год). Начиная со своего учреждения, этот орден предлагает исследование всех физических и метафизических градусов всех действующих на тот момент масонских ритуалов. Это собрание ритуалов показывает целостность французской масонской традиции 1784 года.

## Основные принципы устава

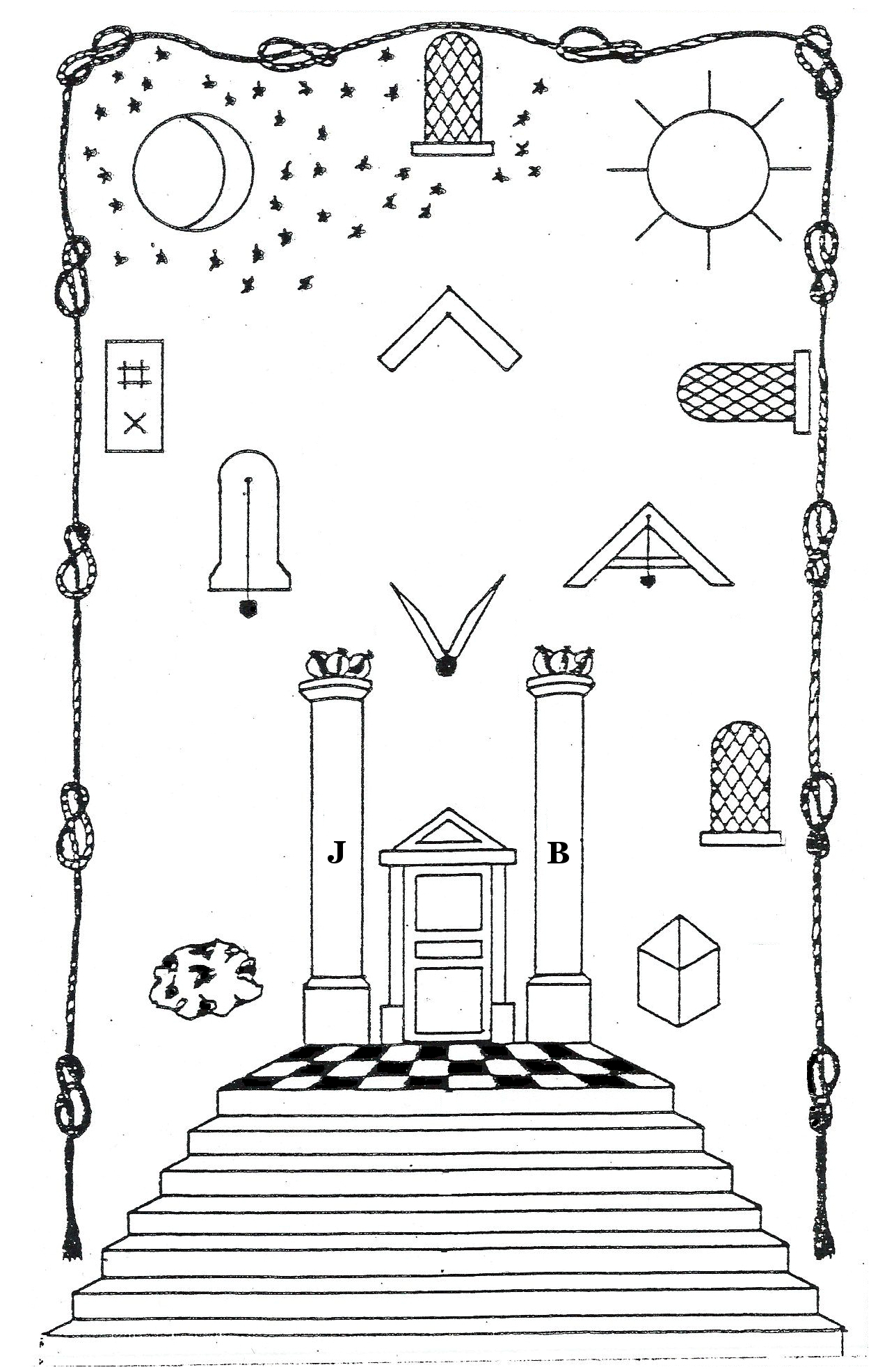
Табель ученика согласно Управителю 1801 года

Являясь наследником самых старинных традиций «Устава современных», Французский устав, несмотря на последовательные реформы, иногда удалявшие его от изначальной традиции, донес до XXI века, в своих различных вариациях, фундаментальные характеристики, которые связывают его с самыми старыми традициями спекулятивного масонства. Табель или тапия ложи, расположение подсвечников вокруг неё, положение колонн J и B, а также расположение смотрителей, начало движения с правой ноги — это все те элементы, которые впоследствии были изменены Великой ложей древних. Все эти элементы и по сей день присутствуют в эмблематичном виде, нарисованные на табеле ложи.
Табель или тапия ложи — это самый характерный символ или «инструмент» устава современных и Французского устава. Его использование подтверждается в самых старых протоколах английских масонских лож, между 1738 и 1787 годами, а также в тексте «Три отдельных стука» 1760 года, где можно прочесть: «план рисуется на чертежной доске, в направлении с востока на запад, Мастер располагается на востоке, с наугольником у воротника […] обыкновенно, сей табель рисуется мелом или углём…». Если ранняя практика состояла в рисовании табеля ложи, то вскоре она изменилась и ложи стали изготавливать для себя «постоянный» табель. Его самое древнее упоминание встречается в Англии, в 1736 году, и он описывается как раскрашенная ткань, представляющая «различные формы масонской ложи».
В ложе он выступает в качестве модели храма и подсказки, также он позволяет проводить дидактическую работу с новопосвященными и помогает интеллектуальным размышлениям, которые принимают различные формы, в зависимости от места и эпохи, и которые часто называются масонским «символизмом». У каждого градуса имеется свой табель, на котором изображены символы, характерные для его учения.
Визуальная композиция табеля 1 градуса представлена в «Управителе масона» следующим образом: перспектива начинается с порога храма, ограниченного колоннами «J» на севере и «B» на юге, которым предшествуют ступени и мозаичный пол, переносящий взгляд к фронтону храма. В данном пространстве, в соответствии со строгой пространственной логикой, расположены камни и инструменты. На севере и юге — уровень и отвес, на востоке и западе — циркуль и наугольник. Также здесь видны три окна, чертёжная доска, солнце и луна (иногда изображаемая в окружении звёзд). Эта прямоугольная композиция иногда окаймлена вервием с узлами (верёвкой с узлами).

## Варианты ритуалов
В наши дни существуют различные варианты Французского ритуала.

### Современный французский ритуал

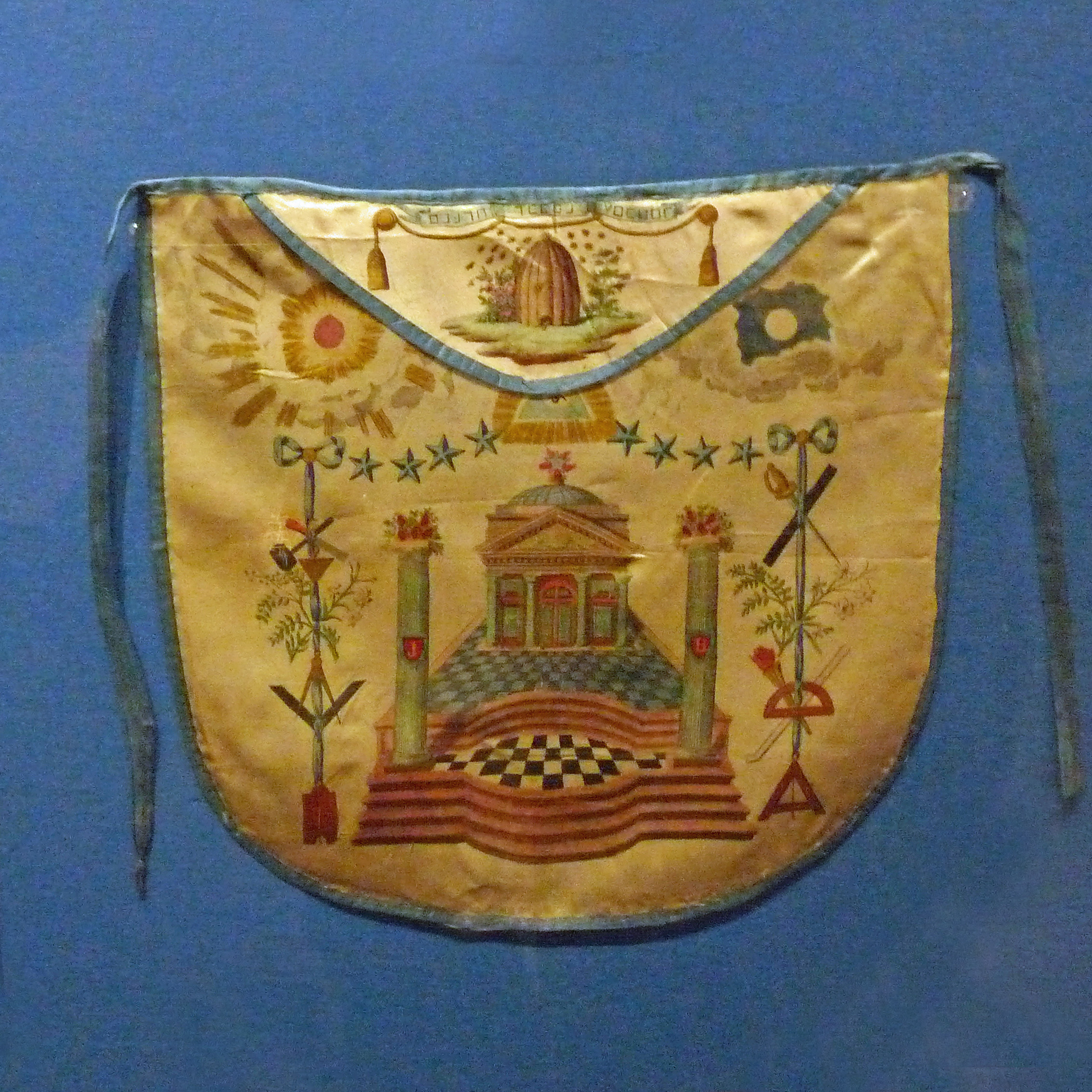
Запон мастера-масона, XIX в.

По сути, Современный французский ритуал наиболее приближён к ритуалу Великой ложи Лондона, использовавшемуся в этой великой ложе с 1717 года. В нём отображены фундаментальные масонские принципы. В этом уставе семь градусов, три первые проходят в символической ложе, остальные четыре в дополнительных орденах. Он был разработан и утверждён палатой градусов Великого востока Франции в 1783 году, а затем окончательно принят в качестве главного устава этого послушания в 1785—1786 годах. Это устав сформировался из «Управителя масона», 1801 года, который впервые впервые подвергся систематизации в 1783—1786 годах.
Это первая форма ритуала ВВФ, который оставался неизменным до 1862 года, когда он, с одной стороны, был официально изменён реформой Мюрата, а, с другой стороны, дополнен системой дополнительных градусов Древнего и принятого шотландского устава. Спустя столетие, на протяжении которого он не практиковался в своей оригинальной форме, ритуал вернулся к своим истокам в 1979 году, когда под сенью ВВФ, в городе Кабриэ, Прованс, была создана ложа «Эсклармонда».
В те же годы масоны ВНЛФ, не признавшие за ВВФ монополию на этот исторический ритуал, создали в своём послушании первые ложи, работающие по Современному французскому ритуалу: «Древние уложения» и «Св. Иоанн Златоуст» в городе Нёйи.

### Французский ритуал (Грусье)
Французский ритуал (Грусье) часто считается наиболее светским масонским ритуалом. Этот ритуал является административным и рекомендованным всем ложам Великого востока Франции. Те ложи, которые практикуют другой ритуал или специфическую версию французского ритуала, имеют двойной патент.

### Традиционный французский ритуал
Традиционный французский ритуал, который изначально назывался «Современный восстановленный французский ритуал» — это ещё одна вариация ритуала из семейства французских ритуалов. Этот «новый» традиционный ритуал начал использоваться в 1960-х годах и был вдохновлен:
- «Управителем масона», 1801 год
- Работами Рене Гюилли и ложи «Долга и разума» ВВФ.

Ритуал стремится к возвращению изначального Французского ритуала, то есть ритуала «Современных», без модификаций, которым он был подвергнут на протяжении XIX и XX веков, в особенности под сенью Великого востока Франции. Его многосоставной характер подразумевает, что существует множество версий этого ритуала, отличающихся в зависимости от послушаний и отдельных лож.

### Французский ритуал традиции
Французский ритуал традиции иногда называется «Франко-бельгийским ритуалом».
Он представляет собой наследие французских ритуалов, опубликованных ВВФ в 1786 году. В эпоху Первой империи, он оказался в городе Лёвене, во Фландрии. Там действовала ложа «Постоянство», по большей части состоящая из французских и бельгийских офицеров. Затем этот ритуал вернулся из Бельгии во Францию — он был передан регулярной ложей «Постоянство» (на Востоке города Лёвена) ложе «Совершенный союз» (на Востоке города Вигана), которая, в свою очередь, передала его другим французским ложам. Французский ритуал традиции характеризуется, в основном, преобладанием «Красоты» в трилогии «Сила, Мудрость, Красота» и скромностью своего облачения.

### Французский философский ритуал
Французский философский ритуал — это последний из французских ритуал, родившийся в Великом востоке Франции. Его разработка началась в 1969—1970-х годах в ложе «Толерантность» на Востоке города Парижа и продолжалась на протяжении 33 лет, до его принятия советом ордена Великого востока Франции в январе 2002 года. Он вобрал в себя символы, являющиеся частью либерального и адогматичного масонства, но представил их под другим углом, придав им другой смысл.

## Практика

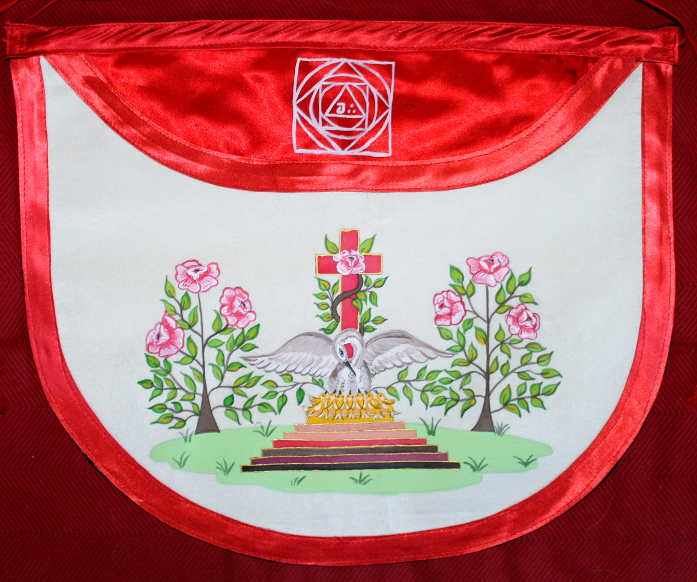
Запон IV ордена Современного французского устава

### Распространённость в ВВФ
Французский ритуал остаётся наиболее широко распространённым ритуалом Великого востока Франции. По этому ритуалу работают около 900 лож, которые практикуют его различные вариации, при этом большинство используют Французский ритуал (Грусье). Все остальные варианты ритуалов распределены по, примерно, 300 ложам.

### Юрисдикции
Во Франции Французский ритуал практикуется в целом ряде других масонских послушаний, во многих его вариациях.
Французский ритуал практикуется в ложах таких юрисдикций, как: Великая смешанная универсальная ложа, Великая традиционная и символическая ложа Опера, Великая смешанная ложа Франции и Национальная французская ложа.
В регулярной Великой национальной ложе Франции по Французскому ритуалу работают примерно 10-15 % всех лож.
В 1973 году ВВФ выдал патент Французского ритуала Великой женской ложе Франции, после чего эта юрисдикция разработала версию устава адаптированную, согласно своим особенностям. В 1999 году он выдал им патент Орденов мудрости и в 2001 году создал Верховный генеральный женский капитул Франции.
В 1974 году, в результате раскола, сёстры и братья вышли из Право человека, и с помощью ВВФ создали первое смешанное послушание работающее по Французском ритуалу — Великую смешанную универсальную ложу. 10 октября 1975 года им был официально выдан патент для работ по Французскому ритуалу. 11 октября 2000 года ВВФ выдал им патент Орденов мудрости, что позволило учредить «Верховный генеральный смешанный капитул».
В 1989 году патент орденов мудрости был одобрен «Верховным советом современного устава для Бразилии» к выдаче братьям Великой национальной ложи Франции, что позволило им создать «Французский великий капитул».
В 2001 году ВВФ передал патент Орденов мудрости Великой смешанной ложе Франции, которая в феврале 2002 года учредила «Верховный генеральный смешанный капитул».
18 мая 2013 года, в Булоне-сюр-Мар, «Верховный женский совет Современного устава для Франции», созданный в том же году сёстрами, вышедшими из «Верховного генерального женского капитула для Франции», получили патент Орденов мудрости от «Верховного совета Великого генерального смешанного капитула Бельгии».
21 мая 2015 года, Великий генеральный капитул ВВФ — Французского устава и Французский великий капитул — Верховный совет Современного устава для Франции ВНЛФ подписали договор о дружбе.

### Распространённость в мире
Ложи использующие Французский ритуал есть: в Бельгии, Бразилии, Голландии, Греции, Испании, Люксембурге, Польше, России и Швейцарии (и ранее в Луизиане), хотя за пределами Франции этот ритуал является не очень популярным (в основном, его практикуют в ложах, которые первоначально были основаны французскими масонскими организациями).
Французский устав распространён, в основном, в Западной Европе и Южной Америке, и чуть реже он встречается в других регионах, например в Северной Америке. Различные юрисдикции, не признающие друг друга, передают другим послушаниям новые патенты дополнительных орденов. Этими юрисдикциями являются ВВФ, создатель и основатель Французского устава, «Верховный совет Современного устава» (Бразилия), основанный в 1842 году и, по его утверждению, с тех пор непрерывно практиковавший этот устав, а также «Универсальный масонский союз Современного устава», основанный последним в 2011 году.
18 июня 2004 года «Великий генеральный капитул ВВФ» подтвердил патент Орденов мудрости Французского устава, выданный им в 1804 году Великому востоку Португалии, уточнив, что он не может быть передан третьей стороне. В апреле 2011 года, в Лиссабоне, ВВФ подписал хартию, также подписанную 16-ю великими генеральными капитулами со всего мира, которым в свое время ВВФ выдал патенты, зафиксировав в этом документе принципы взаимного признания и взаимовизитаций.
12 июня 2011 года, во время конгресса в Барселоне, «Верховный совет Современного устава Бразилии», «Верховный совет Современного устава Испании» и «Великий генеральный капитул Великого востока Колумбии» подписали «Барселонскую декларацию» и создали «Универсальный масонский союз Современного устава», который выдал патент «Верховному совету Современного устава для Франции», однако, 1 октября 2012 года отозвал его. Также он выдал патенты «Великому генеральному капитулу Испании» и брюссельскому капитулу «Князь Линь». Последний, вместе с двумя другими капитулами, создал 21 января 2011 года «Смешанный верховный совет Современного французского устава для Бельгии», который впоследствии аффилировал в себя швейцарский капитул.
В 2014 году «Великая смешанная ложа Экваториальных Анд», созданная в 2011 году и принадлежащая к «Универсальному масонскому союзу Современного устава», выдала патент Современного устава новому либеральному смешанному послушанию, «Великой ложе Современного устава в Северной Америки и на Карибских островах».
27 августа 2018 года Великий национальный восток Колумбии, принадлежащий к «Универсальному масонскому союзу Современного устава», выдал патент для работ в трех символических градусах Современного устава Великому традиционному востоку Боливии, основанному в Санта-Крус-де-ла-Сьерра.

### Духовность
Французский ритуал часто считают наиболее «светским» ритуалом масонства, практикуемым в Великом востоке Франции, адогматической юрисдикции, которая удалила из него такие традиционные элементы, как Книга священного закона и любые упоминания о Великом Архитекторе Вселенной.
В той форме ритуала, в которой он практикуется Великой национальной ложей Франции, он в большей степени напоминает ритуал 1717 года Великой ложи Лондона и Вестминстера, одного из первых ритуалов. В нём увековечено несколько фундаментальных аспектов (например, расположение колонн J и B и подсвечников вокруг табеля, удары, шаги и прикосновения), которые «Древняя великая ложа Англии» позже изменила.